# Giovanna Volpato
Giovanna Volpato (* 20. August 1975) ist eine italienische Marathonläuferin.
2002 gewann sie die Maratona di Sant’Antonio und belegte bei den Europameisterschaften in München den zwölften Platz im Marathonlauf. Im folgenden Jahr wurde sie im Frühjahr Siebte beim Paris-Marathon. Einige Monate später kehrte sie den Leichtathletik-Weltmeisterschaften 2003 in die französische Hauptstadt zurück, erreichte dort jedoch nur Platz 43.
2006 wurde sie Zweite beim Treviso-Marathon. Im selben Jahr belegte sie bei den Europameisterschaften in Göteborg in persönlicher Bestleistung von 2:32:04 h den achten Rang. Das Marathonrennen bei den Leichtathletik-Weltmeisterschaften 2007 in Osaka musste Volpato wegen einer Achillessehnenverletzung vorzeitig aufgeben. 2008 gewann sie den Florenz-Marathon, beim Venedig-Marathon 2009 wurde sie Achte.
Giovanna Volpata ist 1,69 m groß und hat ein Wettkampfgewicht von 48 kg.

## Bestleistungen
- Halbmarathon: 1:12:43 h, 1. April 2007, Mira
- Marathon: 2:32:04 h, 12. August 2006, Göteborg